# Navire transporteur de colis lourds

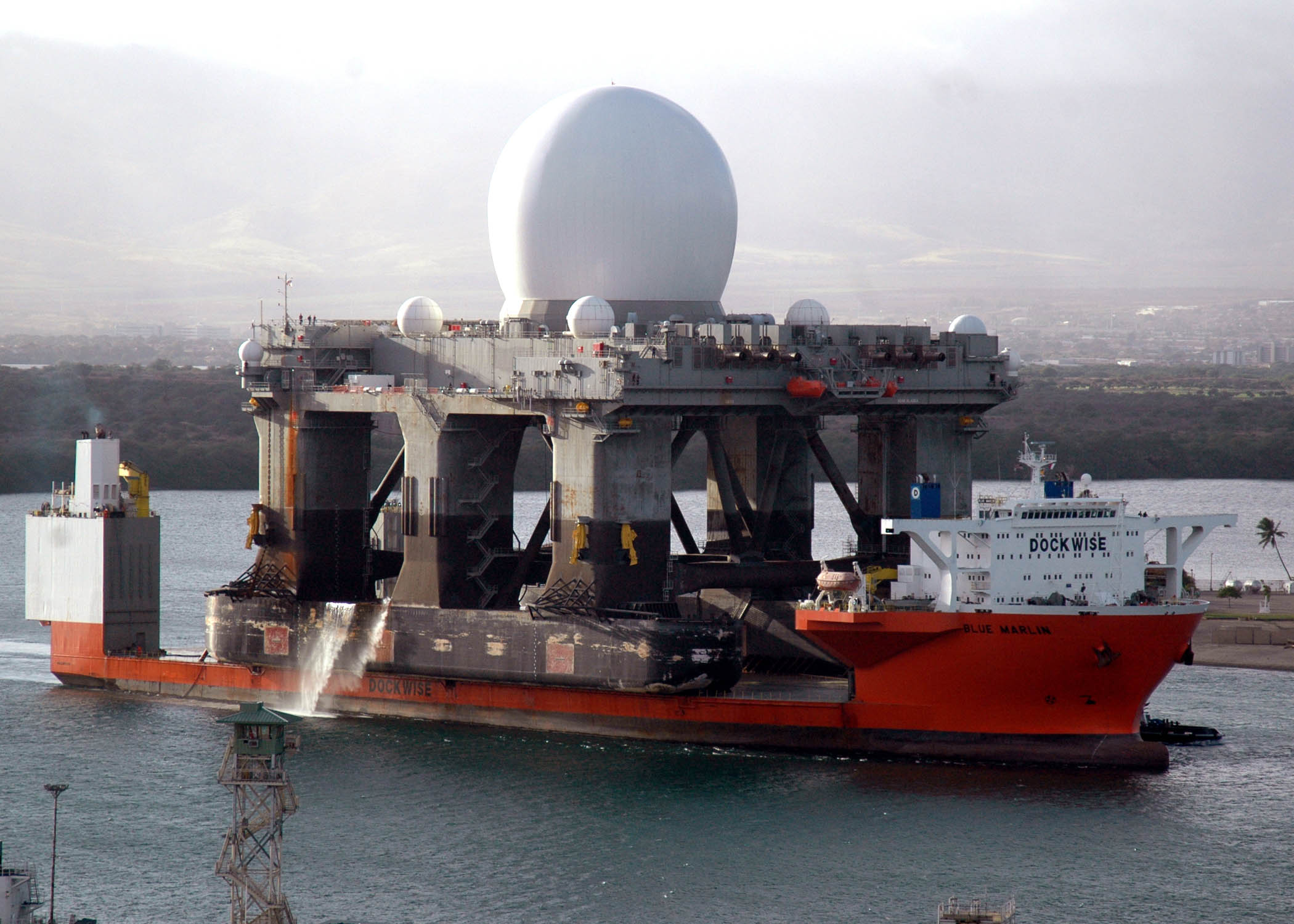
Le Blue Marlin transportant une plate-forme station radar, à son arrivée à Pearl Harbor.

Un navire transporteur de colis lourds est un navire de charge conçu spécialement pour transporter des charges encombrantes ou inhabituellement lourdes ; celles-ci peuvent comprendre des bateaux, des plates-formes pétrolières, des éoliennes, des grues, etc.

## Définition
La définition précise varie suivant les institutions. Une définition courante est celle d'un « navire spécialement conçu pour le transport de chargement lourds  ou encombrants ». La présence de grues peut être facultative. Pour la définition de cargaisons « lourdes ou encombrantes », les limites sont floues : le département de la défense américain et pour l'OTAN, la limite est à 100 tonnes par colis indivisible ; elle peut monter à 200 tonnes pour certaines sociétés de classification.
Il ne faut pas confondre ces navires avec les grues flottantes ou les navires de forage offshore, qui sont équipés de grues à haute capacité capables de lever entre 1 000 et 14 000 tonnes ; ces navires ou plates-formes ne sont en effet pas destinés au transport sur de longues distances et ont un rôle différent ; on les voit cependant opérer en tandem lors d'opérations de sauvetage.
Il n'existe pas de dénomination officielle en français. On rencontre ainsi les termes de transporteur de colis lourds, bâtiment transporteur de charges lourdes, navire de transport gros porteur mais les termes anglais heavy-lift ou heavy-lift vessel restent très fréquemment employés.

## Présentation

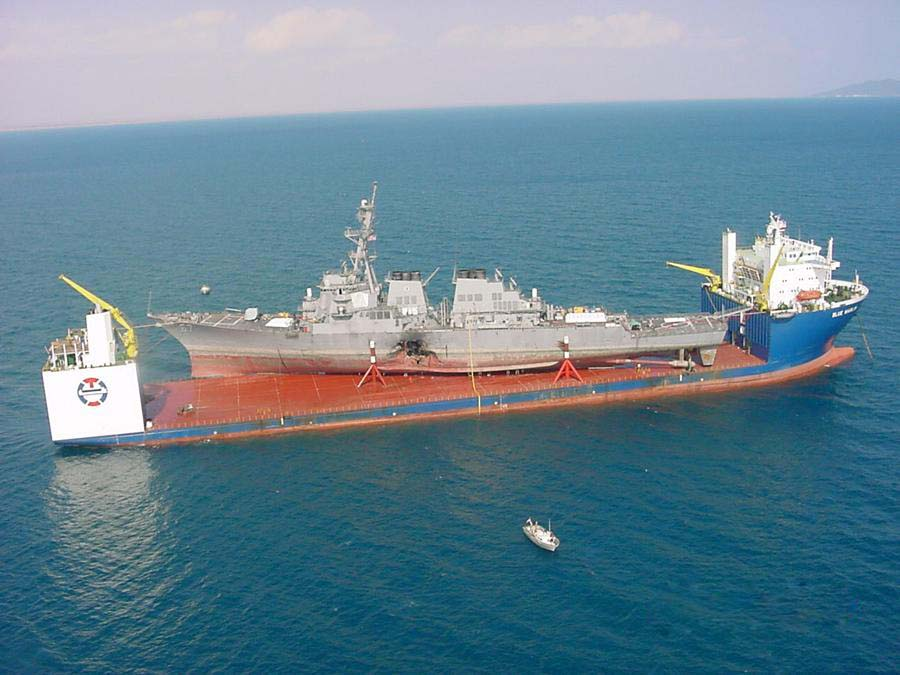
Le Blue Marlin transportant le destroyer lance-missiles américain USS Cole endommagé.

Ces navires se divisent en quatre catégories principales selon le chargement principal auquel ils sont destinés et selon leur apparence :
1. les semi-submersibles, qui remplissent leurs ballasts pour se glisser sous leur cargaison et la soulever sur le pont ;
2. les navires conventionnels, qui se distinguent des cargos polyvalents par leurs grues à grande capacité ;
3. les dock-ships, qui emportent de petits bateaux qui naviguent jusque dans une cale ouverte.
4. les navires à pont ouvert, chargeant leur cargaison par une rampe arrière.

Parmi les cargaisons qu'ils peuvent emporter, on trouve : 
- des pièces détachées de grandes machines (éoliennes, grues, systèmes industriels) ;
- des plates-formes pétrolières ;
- d'autres navires, par exemple pour du sauvetage d'unités ne pouvant être remorquées, ou pour transporter des yachts sur de longues distances ;
- de manière générale, des cargaisons indivisibles et non standardisées, par exemple des locomotives, citernes pressurisées, équipement de forage…

## Opération
Le marché des transporteurs de colis lourds est réputé pour être volatil car dépendant énormément de la demande de l'industrie pétrolière et des opérations de sauvetage, imprévisibles par nature ; les armateurs de ces navires doivent s'adapter en permanence. Cependant, ce secteur continue à croître. La plupart des armateurs se trouvent en Europe de l'Ouest, en particulier aux Pays-Bas.
On trouve ainsi les armateurs suivants : Dockwise aux Pays-Bas, connu pour armer les navires les plus puissants de ce genre et pour réaliser des records ; Jumbo, également néerlandais, armant surtout des navires conventionnels avec de puissantes grues ; Biglift, toujours hollandais, avec une flotte polyvalente. Hansa Heavy Lift et SAL, tous deux allemands, sont également des armateurs de navires conventionnels avec des capacités combinées supérieures à 1 000 t. L'allemand Condock possède divers semi-submersibles, tandis que le britannique AMT (Anchor Maritime Transportation)[Qui ?] effectue surtout du transport lourd par barges. D'autres armements comme l'Allemand Thien & Heyenga, devenus Ahrenkiel Steamship Group, et le Belge Zadeko Shipping arment également des heavy-lifts parmi d'autres navires cargos.

## Particularités
Chaque type de navire a ses caractéristiques propres, détaillées ci-dessous.

### Navires conventionnels

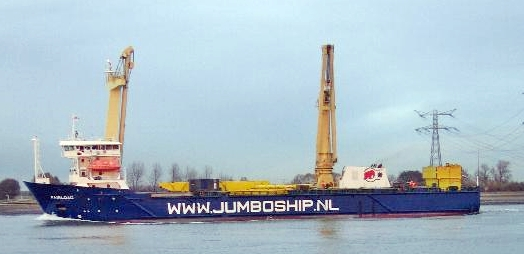
Fairload, gros porteur conventionnel affrété par Jumbo, au port de Rotterdam.

Les navires dits conventionnels forment le gros de la flotte des transporteurs de colis lourds. De taille relativement modeste (85 à 150 m de long, 3 000 à 20 000 tonnes de port en lourd), leur principal atout est leur flexibilité afin de toucher un marché le plus large possible. Ils comprennent le plus souvent une unique cale de forme parallélépipédique, qui peut être subdivisée par des cloisons et ponts intermédiaires amovibles. La plupart possèdent des grues à forte capacité ; certaines possèdent une rampe arrière pour effectuer de chargements de type Ro-Ro.
La superstructure se trouve à l'avant ou parfois rejetée sur un côté avec les grues, permettant un chargement plus aisé sur l'autre bord et pour pouvoir faire dépasser les cargaisons longues à la fois sur l'avant et sur l'arrière ; c'est le cas du Jumbo Challenger. La plupart de ces navires peuvent emporter des conteneurs et la taille de la cale est calculée en conséquence. Parmi les cargaisons transportées, on trouve des moteurs de navires, des modules de systèmes industriels, des générateurs, des portiques démontés, parfois de petits bateaux.
La cale parallélépipédique est refermée par des panneaux pouvant supporter une charge de l'ordre de 3,5 tonnes/m2 ; les ponts intermédiaires peuvent être placés à certaines hauteurs ajustables, parfois jusqu'à vingt différentes. La surface du pont est ininterrompue une fois les panneaux refermés. Les panneaux peuvent être conçus pour flotter, auquel cas ils sont placés à côté du navire pendant le chargement. Les ponts intermédiaires peuvent aussi être utilisés pour agrandir la surface de pont disponible, en les faisant partiellement dépasser sur les côtés. 
Une éventuelle rampe arrière doit être adaptée au poids de la cargaison, sa résistance va de 400 tonnes pour le Thor Scan à 2 500 tonnes pour le Happy Buccaneer. La capacité de chargement varie de  2 000 à 15 000 tonnes selon les dimensions du navire. La capacité des grues varie entre 200 et 800 tonnes. Utilisées en double, leur capacité maximum monte ainsi à 1 600 tonnes pour les navires Jumbo Classe J-1600.
La propulsion est effectuée par une ou deux hélices ; la ou les salle(s) des machines sont situées à l'arrière, en dessous de superstructures abritant les cheminées. Quand une rampe est placée à l'arrière, les cheminées peuvent être situées à l'avant. La tendance actuelle est à l'accroissement de taille et de capacité.

### Navires à pont ouvert

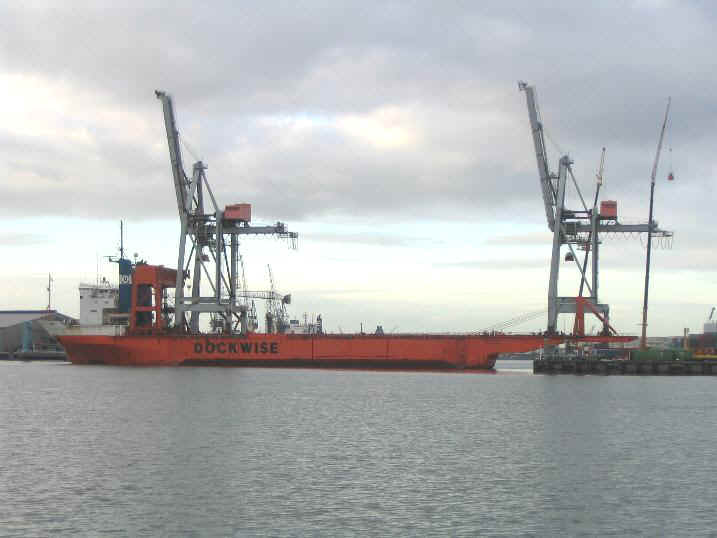
Un gros porteur à pont ouvert chargeant des portiques à conteneurs, à Rotterdam.

Ce type de navire est en voie de disparition : les derniers ont été construits dans les années 1980, et certains ont depuis été reconvertis. Extérieurement, ils ressemblent beaucoup aux semi-submersibles : pont large et entièrement dégagé, superstructure à l'avant ; cependant, ils ne disposent pas de grands ballasts et ne peuvent pas s'enfoncer pendant le chargement. Celui-ci s'effectue par roulement, voire glissement, sur une rampe à l'arrière. Le tirant d'eau est faible afin d'accéder plus de ports et de chantiers de construction. 
Les principales cargaisons sont les grands objets roulants, donc essentiellement les grues, portiques et engins de grande dimension ne rentrant pas dans un roulier tels que des chariots cavaliers. La capacité de chargement est de l'ordre de 8 000 à 18 000 tonnes, mais les navires de ce type sont pour la plupart de taille Panamax. Leur longueur va de 120 à 150 mètres, leur largeur de 27 à 38 mètres ; leur tirant d'eau dépasse rarement 5 mètres.
Ils disposent parfois d'une cale mais, le plus souvent, celle-ci laisse la place à des ballasts réduits ou à un lest pour la stabilité. Le pont est renforcé afin de soutenir des efforts localisés sous les roues, tout comme la rampe qui s'étend sur toute la largeur ; le pont peut inclure des rails. Certains sont dotés de parois latérales pour protéger la cargaison des vagues. La propulsion est assurée par deux hélices, les salles des machines se trouvant à l'arrière mais les fumées sont redirigées à l'avant où se trouvent les cheminées. Les logements se trouvent à l'avant, pour 25 personnes environ. À l'exception du Sea Baron, ils ne disposent pas de grues.
Parmi les reconversions notables, on peut citer le Snimos King converti en navire de construction offshore (Maxita) par l'ajout d'une grue spéciale de 600 tonnes, ou le Sunrise reconverti en navire câblier.

### Dock ships

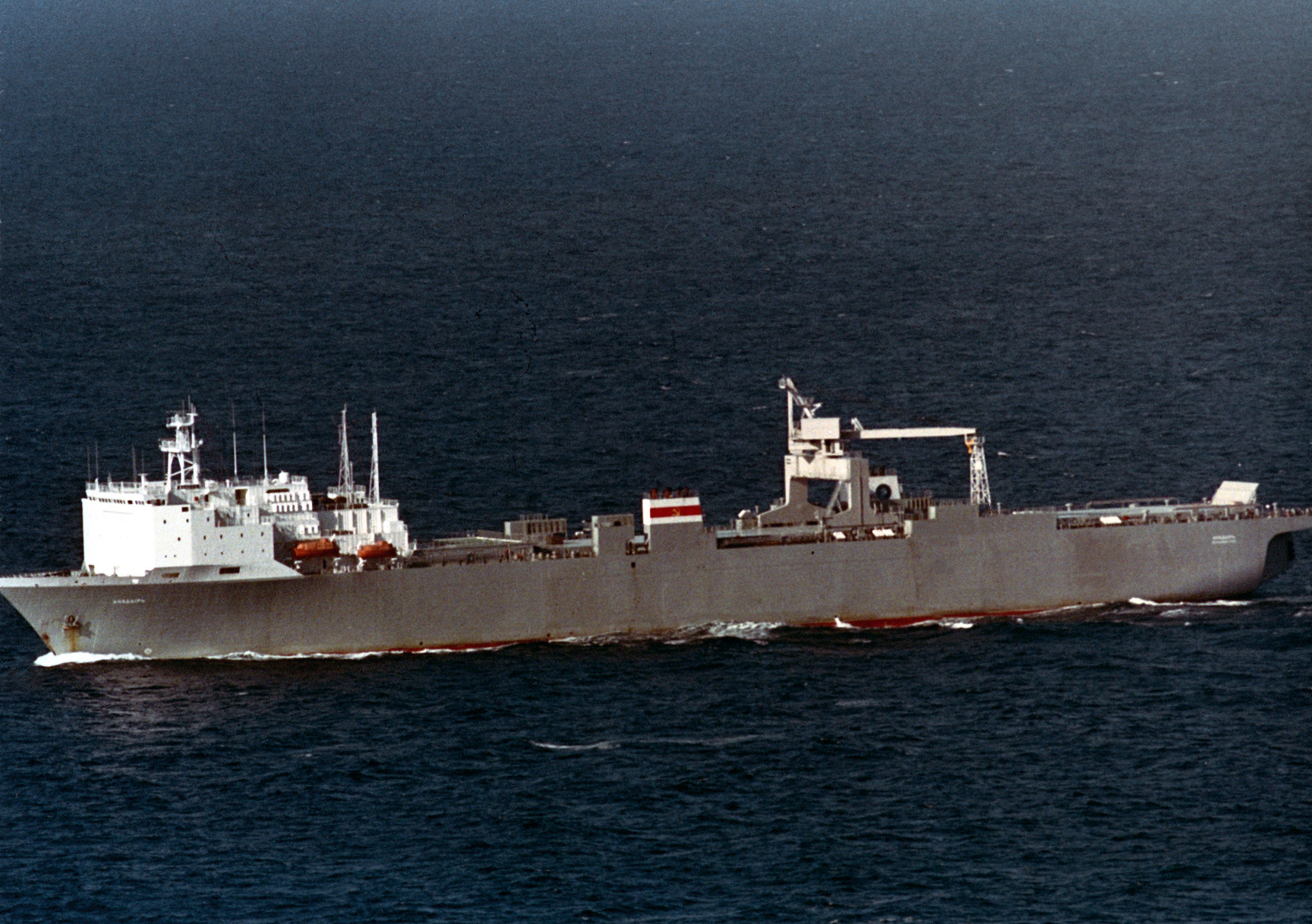
LAnadyr russe (actuellement nommé Emerald Sea), avec une cale inondable de 127 m de long.

Note : la traduction française de ce terme n'a pas été trouvée.
Les dock ships sont caractérisés par des flancs s'étendant sur toute la longueur du navire afin de protéger la cargaison ; dans certains cas, des panneaux de cale peuvent être placés pour enfermer totalement la cargaison. Ils sont assez similaires aux porte-barges LASH des années 1970 (ce dernier type a disparu à la suite de la compétition avec les porte-conteneurs), avec pour différences le fait que les porte-barges n'étaient conçus que pour un type de cargaison, et n'étaient pas submersibles (ils chargeaient les barges avec des portiques).
Les cargaisons sont de taille modérée et peuvent être chargées par différents moyens : une rampe à l'arrière permet de faire entrer du cargo roulant ; des rails sur les flancs peuvent emmener des grues ; les grues ou plus souvent le portique du navire peuvent soulever les charges ; le navire peut aussi s'enfoncer dans l'eau jusqu'à ce que la cale soit inondée, et des bateaux peuvent être chargés de cette façon (méthode dite float in - float out). La protection du cargo et la méthode de chargement rendent ces navires particulièrement adaptés pour le transport de yachts de luxe.
Leur apparence générale est celle d'une cale sèche flottante, à laquelle une proue et une superstructure ont été rajoutées à l'avant et un appareil propulsif à l'arrière ; une rampe est le plus souvent ajoutée à l'arrière. La propulsion est assurée par deux hélices. Leur longueur va de 90 à 215 mètres, leur port en lourd de 4 000 à 60 000 tonnes. Les portiques à conteneurs sont aussi une cargaison privilégiée et expliquent l'accroissement de taille de ces navires dans les dernières années. Certains vraquiers ont été reconvertis en dock ships à cet effet.

### Semi-submersibles

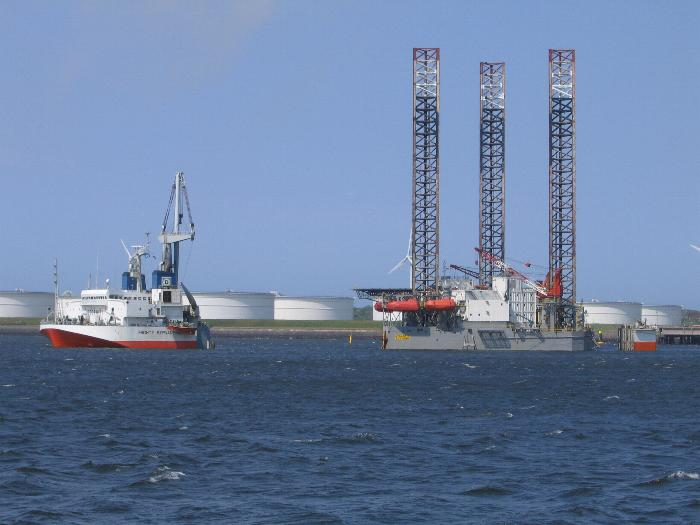
Le semi-submersible Mighty Servant 3 chargeant une plate-forme pétrolière à Rotterdam. On distingue à l'avant la forme caractéristique de sa coque tulipée.

Notez que ce qui suit traite des transporteurs de colis lourds en général. Les précisions sur les navires semi-submersibles se trouvent détaillées dans l'article.

## Architecture

### Forme de coque et propulsion
Les navires conventionnels sont nés d'une évolution du cargo polyvalent dont ils reprennent les formes, souvent avec un bulbe d'étrave, une longue section milieu, une hélice de grand diamètre entraînée par un moteur Diesel deux temps ; leur vitesse atteint 15 nœuds. Les navires à pont ouvert sont conçus pour avoir un faible tirant d'eau et ont donc une forme de coque plus évasée et des propulseurs de faible diamètre en tuyères ; leur poupe est cambrée afin de supporter la rampe et de pouvoir loger les hélices. Leur vitesse est de l'ordre de 12 à 13 nœuds.
Les dock-ships ont des formes conventionnelles ; leur coupe au maître est en forme de U avec des murailles fines contenant souvent les ballasts. Quasiment tous ont deux hélices et deux moteurs quatre temps. La hauteur de ceux-ci est limitée par le pont principal, et les évacuations de fumées se font vers l'avant. Leur vitesse atteint 11 nœuds.
Les semi-submersibles présentent trois formes principales : une section en barge, en navire conventionnel, ou mixte. La coque peut être frégatée afin d'ajuster finement la stabilité en changeant l'immersion. La propulsion est en général assurée par deux hélices en tuyères entraînées par des moteurs Diesel, mais les Kou utilisent des propulseurs azimutaux et une propulsion Diesel-électrique. Les semi-submersibles à forme de pétrolier ont une forme de coque et une machinerie plus efficace pour les longs trajets, mais ont besoin de ballaster pendant les voyages lège pour que l'hélice soit immergée. Leur vitesse atteint 15 nœuds.

### Gestion de la cargaison

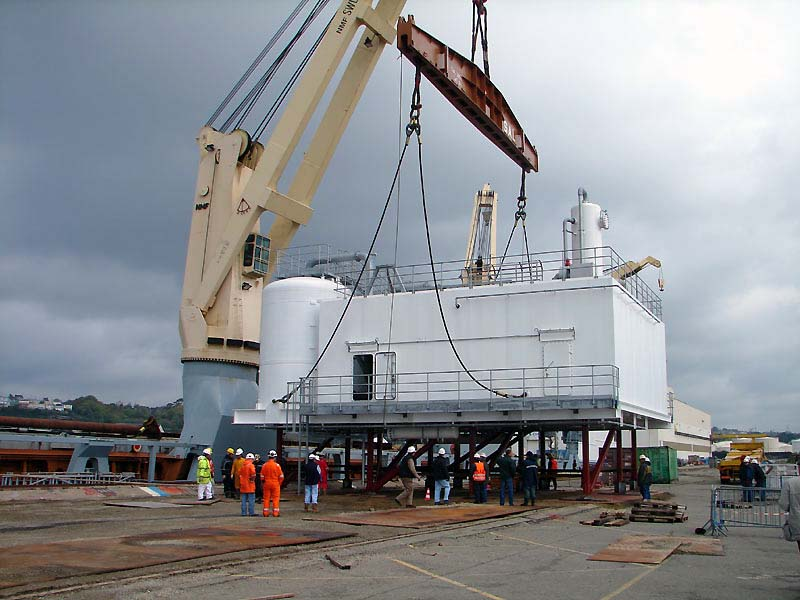
Vue de la grue du Grietje, pendant le déchargement d'une partie d'un pétrolier, à Brest.

Les navires conventionnels sont équipés de grues à haute capacité, jusqu'à 800 tonnes pour les plus puissantes ; les navires récents ont quasiment tous des grues à mât de charge rotatif, qui permettent d'absorber les efforts dans le mât et le pont et de ne prendre que peu de place sur le pont, donc de pouvoir emporter une plus grande cargaison. De nombreuses grues sont contrôlées électriquement et non hydrauliquement, afin d'empêcher de dépasser les limites et de pouvoir contrôler deux grues en même temps. Ces navires possèdent également une grande variété d'élingues ainsi que des chaînes et sangles pour amarrer la cargaison.
Les dock-ships sont souvent équipés de portiques, montés sur des rails sur les flancs de la coque, pouvant être mis de côté lorsque le navire charge des portiques à conteneurs par exemple. Les Dock Express sont les plus polyvalents : ils peuvent entreposer leurs panneaux de cale à l'extérieur de la coque afin de libérer de l'espace et d'augmenter la stabilité, sont équipés de bogies afin de charger des cargaisons imposantes par roulement, et peuvent n'inonder qu'une partie de leur cale en la divisant avec des cloisons intermédiaires. 

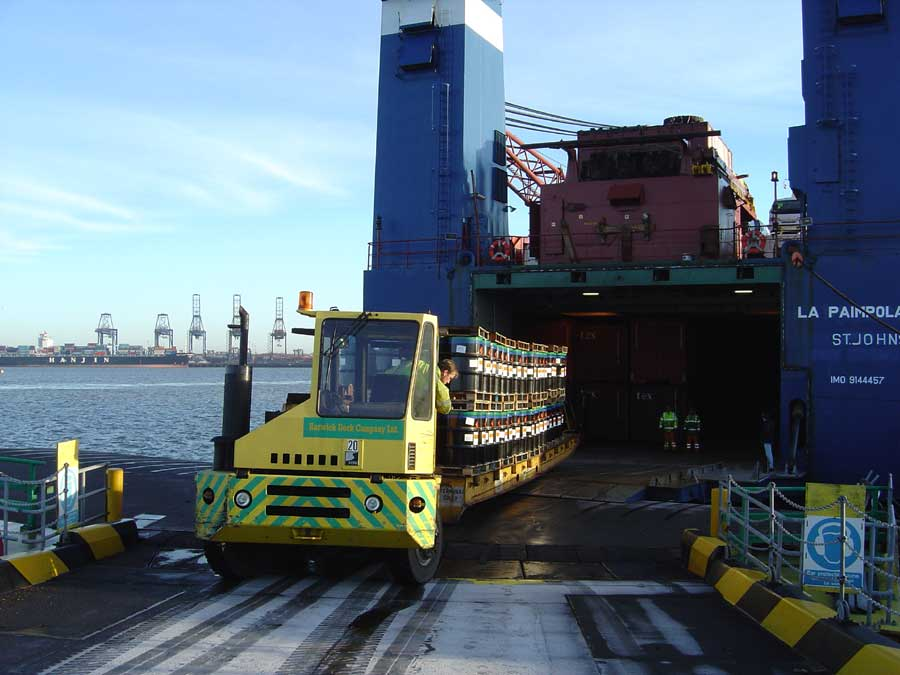
La Paimpolaise déchargeant une cargaison roulante à Rotterdam.

Les navires à pont ouvert et les semi-submersibles ne sont que rarement équipés de grues, à part les Mighty Servant et leur mât Stuelcken servant à charger leur grande cale. Les semi-submersibles possèdent généralement des treuils et guindeaux aux quatre coins du pont afin de positionner la cargaison avec précision ; ils sont situés sur les réserves de flottabilité et sur la superstructure avant, pour être toujours hors de l'eau. Un bateau pneumatique permet de relier les cordages aux treuils.
Certains navires peuvent emporter d'autres cargaisons pour assurer la rentabilité des voyages sans cargaison lourde. Ils peuvent alors être équipés d'élingues spéciales pour conteneurs ainsi que twist-locks et autres outils d'arrimage ; les navires possédant une rampe à l'arrière peuvent aussi embarquer des cargaisons roulantes comme un roulier classique.

### Structure de la coque
La plupart des heavy-lifts ont des renforts longitudinaux plutôt que transversaux, afin de maintenir une meilleure rigidité ; les renforts sont soutenus à intervalles rapprochés, de 2 à 3 mètres. Les panneaux de cale sont spécialement renforcés ainsi que les hiloires et le pont lui-même, afin de pouvoir soutenir des charges de l'ordre de 15 à 30 t/m2 ; l'épaisseur des tôles du pont peut atteindre 3 cm.
Les points fragiles incluent les intersections entre cloisons longitudinales et transversales (devant soutenir des charges de 250 à 600 tonnes) ainsi que les piliers. Dans le cas des navires semi-submersibles, les parois des ballasts doivent pouvoir résister à la pression, y compris lorsque le navire est submergé au maximum, avec des tirants d'eau pouvant atteindre 26 mètres.

### Aménagements et équipements

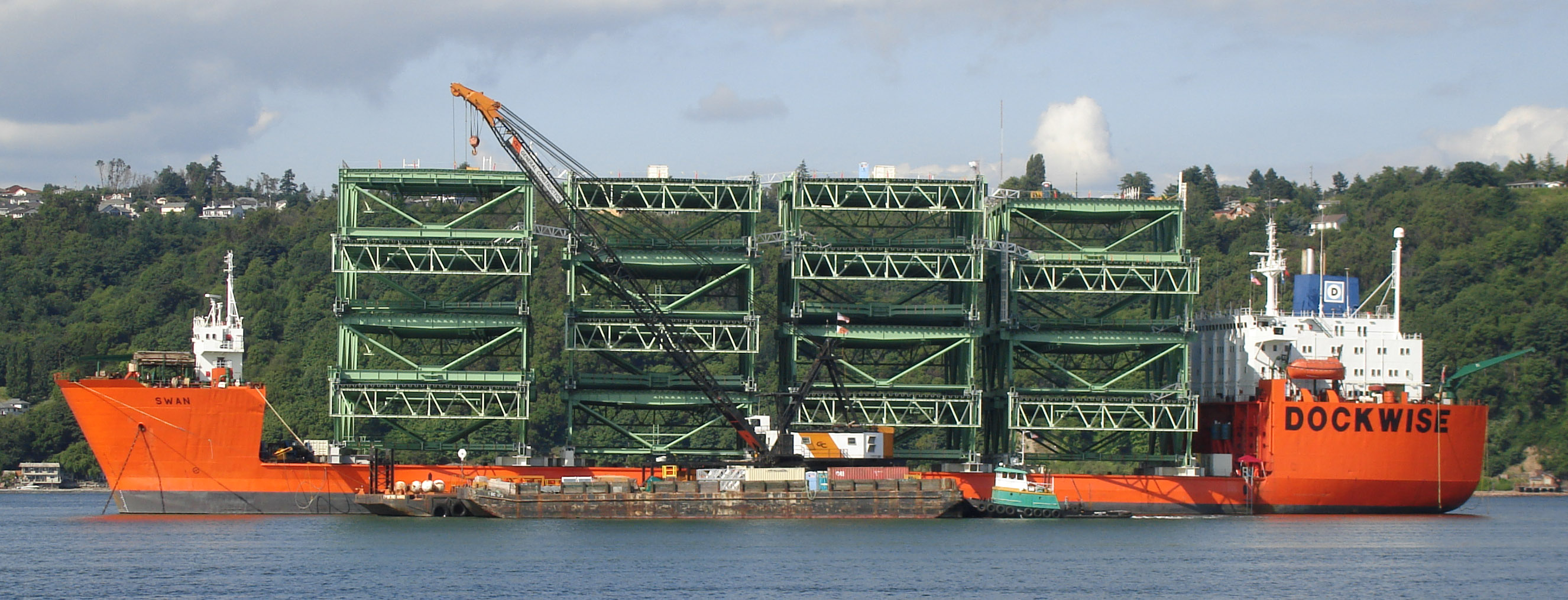
Le Swan et sa mini-passerelle à l'avant.

Ces navires restent assez classiques du point de vue des aménagements par rapport aux autres cargos. Ils peuvent se distinguer par la présence de salles de réunions et / ou d'un petit hôpital en cas d'intervention sur une opération de sauvetage. Quand un navire a sa superstructure à l'arrière, on trouve souvent une petite passerelle à l'avant au cas où la visibilité est bloquée par la cargaison.
Les semi-submersibles ont souvent trois ou quatre ancres au lieu de deux habituellement, afin de pouvoir mouiller dans un chenal ou se positionner exactement à l'endroit désiré pour charger leur cargaison. Des ancres peuvent être déployées de la poupe.